# Elbit Systems

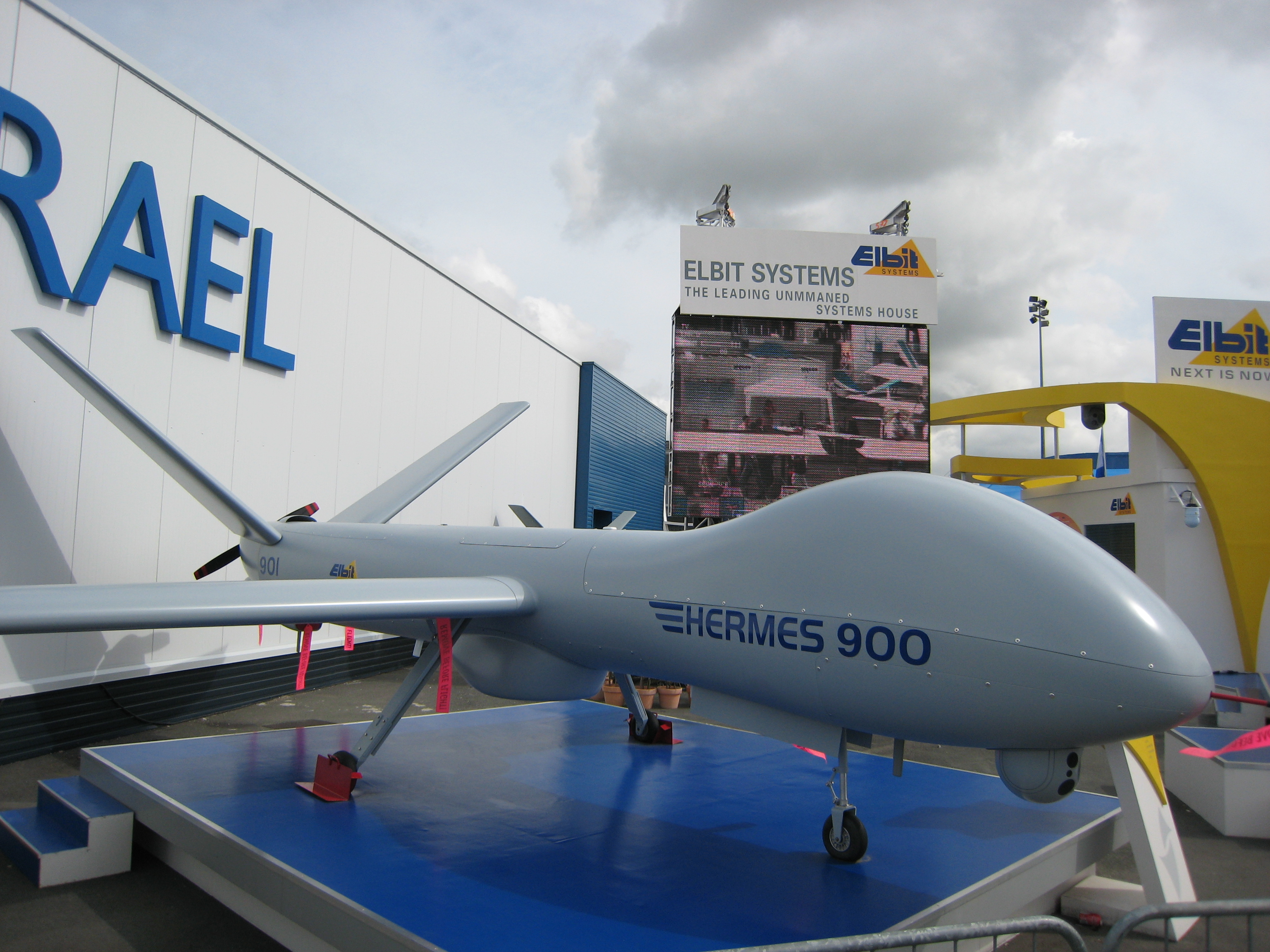
Bezpilotní letoun Elbit Hermes 900

Elbit Systems Ltd. NASDAQ: ESLT je jedním z největších izraelských výrobců elektronických obranných systémů a pokročilých zbraní. Byl založen v roce 1967, sídlí v Haifě a má přes osm tisíc zaměstnanců (k roku 2006), z čehož 1300 z nich v USA. Vyrábí bezpilotní letouny, optoelektroniku, věžové komplety, helmy pro noční vidění, aj.
Elbit působí také na území Spojených států, kde se nacházejí jeho dceřiné firmy: IEI (Talladega, Alabama), Kollsman (Merrimack, New Hampshire), VSI (San José, Kalifornie) a EFW (Fort Worth, Texas).
Dceřiná společnost Kollsman se stala součástí konsorcia, které uzavřelo kontrakt s americkým ministerstvem vnitřní bezpečnosti, na vytvoření systému SBInet, který by měl monitorovat americko-mexickou hranici.